# 1578 en littérature
| Années de la littérature : 1575 - 1576 - 1577 - 1578 - 1579 - 1580 - 1581    |
| Décennies de la littérature : 1540 - 1550 - 1560 - 1570 - 1580 - 1590 - 1600 |

Cet article présente les faits marquants de l'année 1578 en littérature.

## Parutions
- Décembre : le dramaturge anglais John Lyly publie son roman allégorique Euphues ou l'anatomie de l'esprit[1]. Cet ouvrage à succès donne son à un style littéraire maniéré, l'euphuisme.

- Histoire d'un voyage faict en la terre du Brésil, récit de voyage de Jean de Léry, est publié à Genève[2].
- Deux dialogues du nouveau français italianizé, et autrement desguizé, principalement entre les courtisans de ce temps. De plusieurs nouveautez qui ont accompagné ceste nouveauté de langage. De quelques courtisianismes modernes et de quelques singularitez courtisianesques, de Henri Estienne vibrant témoignage du danger que représentait l'italien aux yeux des défenseurs de la langue française au XVIe siècle[3].
- First Fruits, which yield Familiar Speech, Merry Proverbs, Witty Sentences, and Golden Sayings, recueil de proverbes et de dialogues de John Florio[4].

- Marc-Antoine, tragédie de Robert Garnier, est publiée chez Mamert Patisson[5].

### Poésie
- 20 février : privilège du roi donné à Jean de Boyssières pour imprimer Les secondes œuvres poétiques, publiées à Paris chez Jean Poupy[6]
- 21 février : privilège du roi donné à Michel Gadoulleau et Jean Février pour faire imprimer La Sepmaine ou création du monde, de Guillaume du Bartas[7].
- 28 février : le libraire Claude Gauthier obtient un privilège royal pour imprimer Le premier livre des Poèmes de Guillaume Belliard[8].

- La Galliade, ou de la révolution des arts et sciences, poème en cinq chants de Guy Le Fèvre de La Boderie publié à Paris chez Guillaume Chaudière[9].

- Sonnets pour Hélène,  recueil de poèmes de Ronsard[10].

- Premier Livre des mignardes et gaies poésies d'Antoine de Cotel, publié à Paris chez Gilles Robinot[11].
- Esbatement moral des animaux, adaptation française des De warachtighe fabulen der dieren (Fables d'Ésope, 1567) illustrées par Marcus Gheeraerts l'ancien, publié à Anvers par Philippe Galle[12].
- Deuxième partie de La Araucana, poème épique d'Alonso de Ercilla[13].